# Bell X-14
Le Bell X-14 (ou  Bell Type 68) est un avion à décollage et atterrissage vertical (ADAV) expérimental développé aux États-Unis dans les années 1950.
Le principal objectif du programme X-14 est de concevoir et produire un appareil capable de décoller à la verticale, d'effectuer une « transition » vol vertical/vol horizontal, de voler en croisière comme un avion conventionnel, d'effectuer une « transition » vol horizontal/vol vertical et d'atterrir à la verticale.
Le X-14 est le premier appareil doté de tuyères orientables à effectuer avec succès des décollages et atterrissages verticaux et des transitions vertical/horizontal et horizontal/vertical.

## Conception
Le X-14 est un monoplan construit en grande partie en alliages d'aluminium. Une de ses particularités est d'être un appareil à cockpit ouvert, le pilote n'étant protégé du froid et des intempéries que par un pare brise. Il est propulsé par deux turboréacteurs Armstrong Siddeley Viper 8 de 7,8 kN de poussée unitaire placés dans le nez de l'appareil. Cette configuration originale rend le X-14 immédiatement reconnaissable. Les moteurs étant fixes ce sont des tuyères orientables placées autour du centre de gravité qui permettent de diriger le flux de gaz à la verticale lors des décollages et atterrissages. Afin de réduire les coûts de développement certaines parties du X-14 sont empruntées à d'autres appareils : la voilure, les ailerons et le train d'atterrissage sont ceux d'un Beechcraft Bonanza tandis que la partie arrière et l'empennage sont issues d'un T-34 Mentor.

## Historique du programme
Le X-14 prend l'air pour la première fois le 19 février 1957, il décolle verticalement, effectue un vol stationnaire puis se repose à la verticale quelques minutes plus tard. La première « transition » du vol vertical au vol horizontal a lieu le 24 mai 1958.
En 1959 le X-14 est remotorisé, les Viper 8 étant remplacés par une paire de General Electric J85-GE-5 développant 10,7 kN de poussée unitaire, et renommé X-14A. L'appareil modifié est livré au Ames Research Center où il est utilisé par la NASA pour diverses séries d'essais dont des recherches dans le cadre du programme Apollo. Les commandes de vol du X-14A étant similaires à celles du module lunaire Apollo, l'appareil est utilisé pour l’entraînement à l'alunissage des astronautes.
En 1971, le X-14 est de nouveau remotorisé et lourdement modifié. Il reçoit une paire de General Electric J85-GE-19 développant 12 kN de poussée unitaire ainsi qu'un ordinateur de bord et des commandes de vol électriques reprogrammables permettant de simuler les caractéristiques d'autres aéronefs à décollage et atterrissage vertical (ADAV). La nouvelle version de l'appareil est renommée X-14B.
Le X-14B est utilisé par la NASA jusqu'au 29 mai 1981, date à laquelle il est gravement endommagé lors d'un atterrissage particulièrement brutal, l'étendue des dégâts rendant toute remise en état inenvisageable, l'appareil est retiré du service.
Durant ses 32 années de service, le X-14 a fourni de nombreuses données sur les caractéristiques particulières des décollages et atterrissages verticaux sans qu'aucun incident majeur ne soit à déplorer. Le programme a servi au développement du Hawker Siddeley P.1127, précurseur de l'ADAV britannique Harrier, à l’entraînement de pilotes d'essai participant à des programmes d'ADAV ainsi qu'à des études sur les manœuvres d'alunissage dans le cadre du programme Apollo.

## Restauration

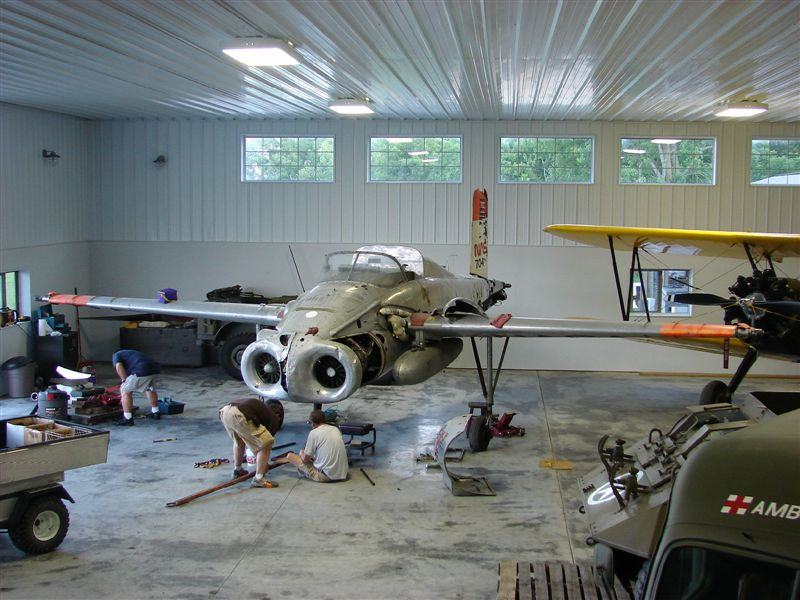
Le X-14 en cours de restauration par des collectionneurs privés dans l'ouest de l'Indiana.

En 1999, des collectionneurs privés de l'Indiana récupèrent le X-14 en vue de l'exposer au Ropkey Armor Museum. Le chantier de restauration est en cours.

## Variantes et identifications du X-14

### Variantes
- X-14 : première version de l'appareil propulsée par deux Armstrong Siddeley Viper 8 de 7,8 kN de poussée unitaire.
- X-14A : version modifiée du X-14 dotée de deux General Electric J85-GE-5 développant 10,7 kN de poussée unitaire.
- X-14B : version modifiée du X-14A remotorisée par deux General Electric J85-GE-19 développant 12 kN de poussée unitaire et équipé d'un ordinateur de bord et de commandes de vol électriques.
- X-14C : projet abandonné de X-14 à cabine fermée et à train d'atterrissage rétractable.
- X-14T : projet abandonné d'une version d’entraînement du X-14.

### Identification
Bien qu'un seul appareil ait été produit, un nouveau numéro d'identification lui est attribué après chaque modification majeure :
- X-14 : USAF 56-4022
- X-14A : NASA 234 (N234NA)
- X-14B : NASA 704 (N704NA)